# Emilio Canda Pérez
Emilio Canda Pérez (Ribadavia, 1911 - Madrid, 10 de octubre de 1998) fue un periodista y escritor gallego. 

## Trayectoria
Hijo de Emilio Canda Adán. Fue redactor-jefe de Vida Gallega desde 1929 y, después de la sublevación del 18 de julio de 1936, redactor-jefe y director del periódico falangista orensano Rumbo (1937), que después cambió su nombre a Arco. Dirigió la revista pontevedresa Mar, de Ediciones Céltiga, fue uno de los fundadores, y después director de Finisterre (1943) con Sabino Torres y Celso Emilio Ferreiro y en 1945 fundó la revista Ciudad que también dirigió. Se trasladó a Madrid, dirigió la revista Crítica y en 1954 fundó y dirigió Ilustración Gallega. Como autor dramático estrenó en Vigo en 1940 la comedia Maese Recuerdo y obtuvo el Premio Nacional de Teatro en 1965 por la comedia Caminos de Damasco. También fue guionista de cine.
Se casó con Carmen Moreno en 1952.

## Obra

### Teatro
- En un cuarto de hora. Comedia en tres actos, 1941.
- Caminos de Damasco. Comedia dramática en dos actos, 1965.

### Ensayo
- Consigna. Memorias de un Alférez Provisional, 1942.